# Gal Gilinski
Gal Gilinski (in ebraico גל גילינסקי‎?; Meitar, 12 aprile 1995) è un cestista israeliano.